# V3903 Sagittarii

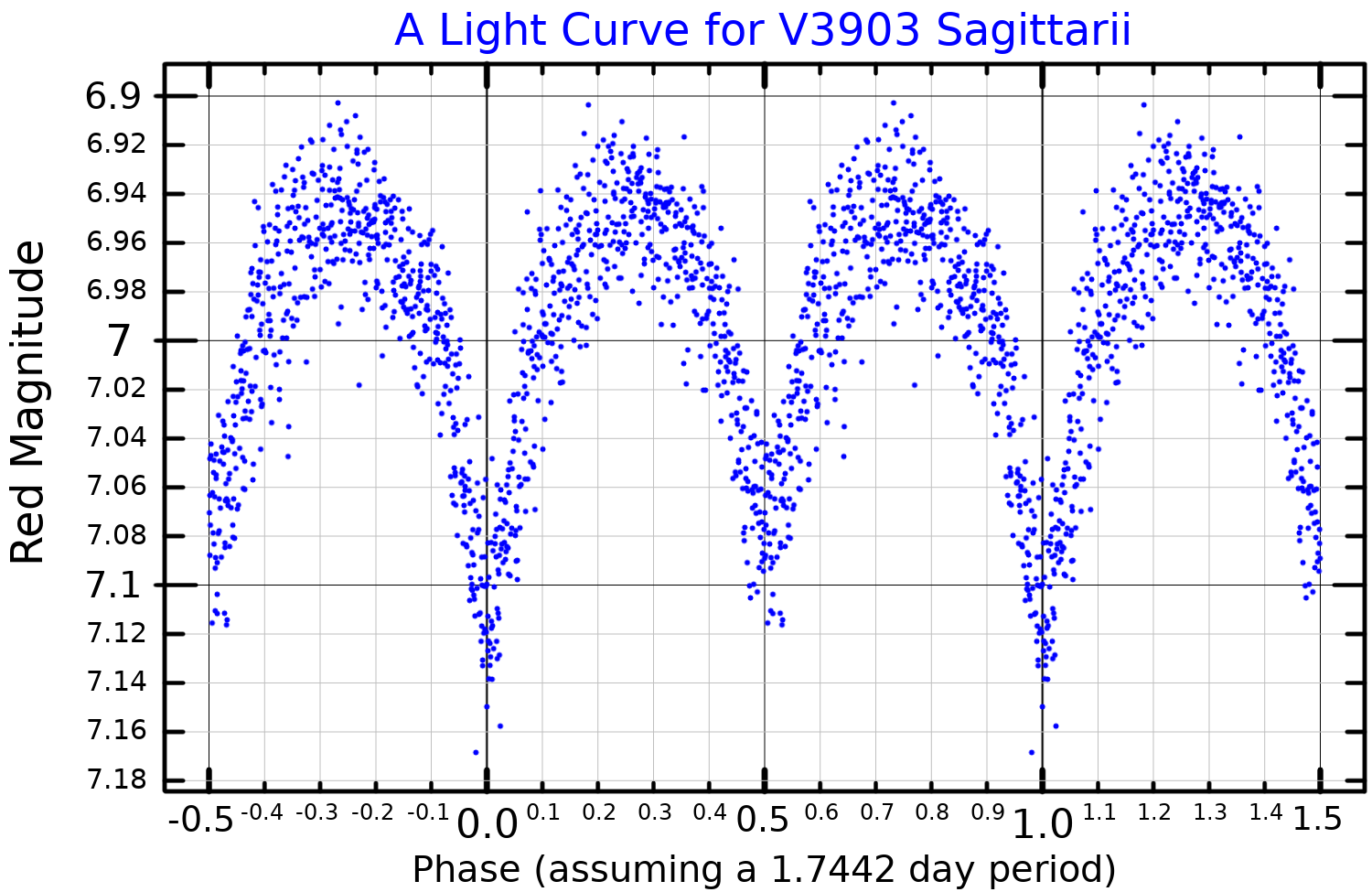
Curva de luz roja de V3903 Sagittarii

V3903 Sagittarii (V3903 Sgr / HD 165921 / HIP 88943) es un sistema estelar de magnitud aparente media +7,36.
Se encuentra aproximadamente a 4530 años luz del sistema solar en dirección a la constelación de Sagitario.
Probablemente es miembro del complejo de la nebulosa de la Laguna.
V3903 Sagittarii es una binaria eclipsante reconocida como tal en 1990.
Las dos componentes del sistema son estrellas muy masivas, ambas de tipo espectral O.
La estrella principal, la más caliente y masiva, es de tipo O7 V. Tiene una altísima temperatura superficial de 38 000 K y una masa de 27,27 masas solares. Su radio es 8,09 más grande que el del Sol y gira sobre sí misma con una velocidad de rotación proyectada de 230 km/s.
La componente secundaria, de tipo O9 V, posee una temperatura de 34 100 K y una masa equivalente a 19,01 soles. Rota a una velocidad de al menos 130 km/s, estando sincronizada la rotación de ambas estrellas.
Es un sistema muy joven con ambas componentes aún en las fases iniciales de la secuencia principal; su edad se cifra entre 1,6 y 2,5 millones de años.
El período orbital del sistema es de 1,7442 días y el semieje mayor de la órbita —siendo ésta circular— es de 0,10 UA. En el eclipse principal, el brillo de la estrella disminuye 0,19 magnitudes cuando la estrella O9 V —45 500 veces más luminosa que el Sol y 4,66 más grande que éste— pasa por delante de la estrella O7 V, cuya luminosidad es 122 500 veces superior a la luminosidad solar.<
En el eclipse secundario su brillo desciende 0,17 magnitudes.
No existe transferencia de masa entre componentes, por lo que no es una binaria de contacto.